# 南京猿人洞駅
南京猿人洞駅（なんきんえんじんどうえき）は、中華人民共和国江蘇省南京市江寧区湯山街道にある、南京地下鉄S6号線の駅である。

## 駅名
駅名については、日本語の原人は中国語の猿人を意味する。
事業着手当初は南京地下鉄集団は「湯泉西路駅」の仮称を用いており、2020年7月2日に「猿人洞駅」を駅名として第一次公示され、2020年8月17日に駅名が「南京猿人洞駅」に決定したことが発表された。

## 歴史
- 2021年12月28日S6号線の駅として開業。

## 駅構造

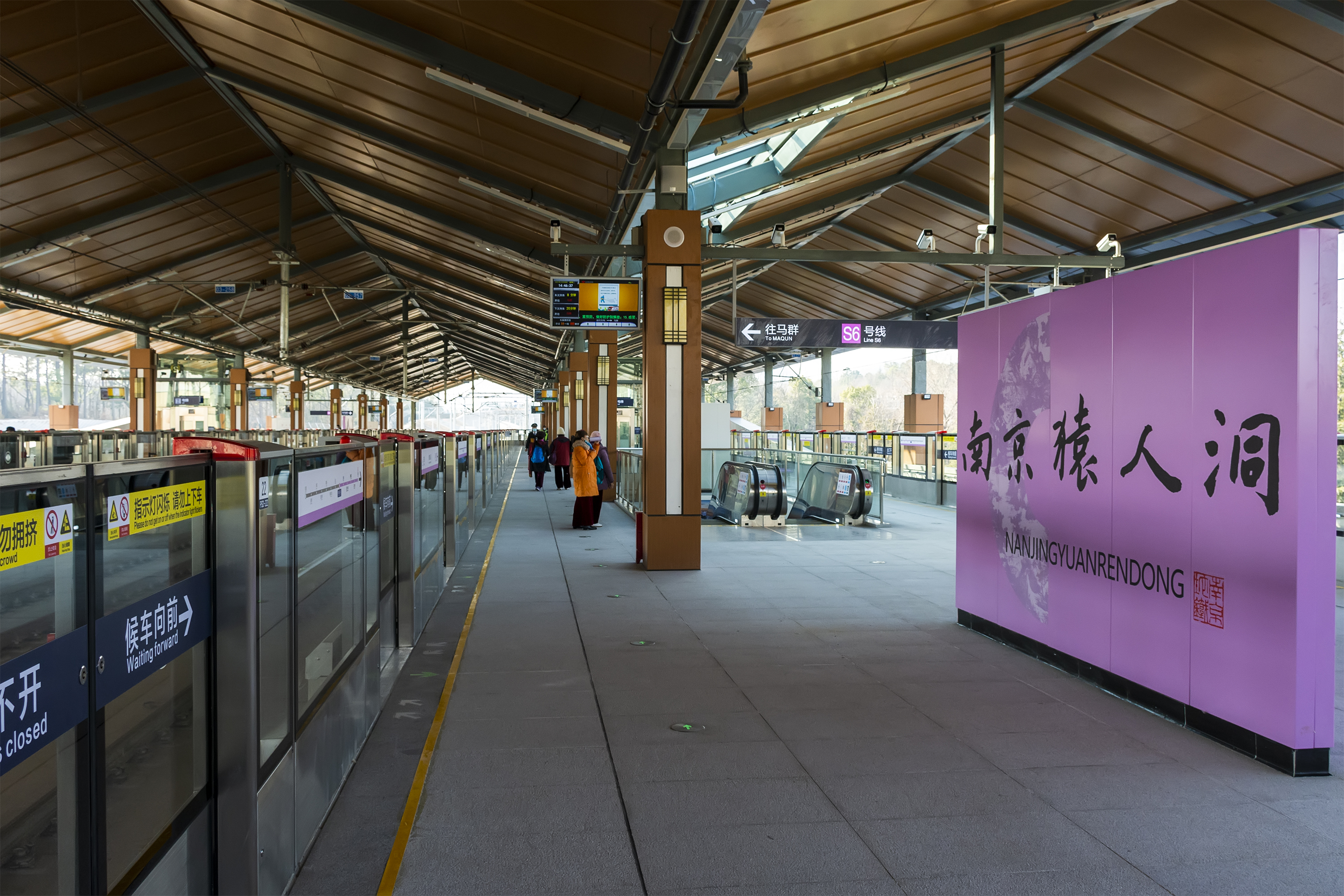
ホーム

島式ホーム1面2線の地上2層構造の駅である。
| 地上2階 | ●S6号線普通                | 長巷 行き（麒麟門・馬群 方面）                                       |  |
|         | 島式ホーム                 |                                                                      |  |
|         | ●S6号線快速                | 長巷 行き（麒麟門・馬群 方面）                                       |  |
|         | ●S6号線快速                | 茅山 行き（泉都大街・句容 方面）                                     |  |
|         | 島式ホーム、右側の扉が開く |                                                                      |  |
|         | ●S6号線普通                | 茅山 行き（泉都大街・句容 方面）                                     |  |
| 地面    | コンコース                 | 改札口、自動券売機、サービスセンター、駅商店、駅警備室、セキュリティ |  |

### のりば
| 番線 | 路線             | 方面               | 行先     |
| ---- | ---------------- | ------------------ | -------- |
|      | 南京地下鉄S6号線 | 麒麟門・馬群 方面  | 長巷行き |
|      | 南京地下鉄S6号線 | 泉都大街・句容方面 | 茅山行き |

## 駅周辺
- 南京直立人化石遺跡博物館
- 湯山
- 南京古猿人洞（日本語の原人は中国語の猿人を意味する）

## 隣の駅
南京地下鉄
■S6号線
古泉駅- 南京猿人洞駅 - 湯山駅